# حوزه انتخابیه سوم ویرجینیا
حوزه انتخابیه سوم ویرجینیا یک حوزه انتخابیه مجلس نمایندگان آمریکا است که در ایالت ویرجینیا قرار دارد.